# Кръщение Христово (Пиеро дела Франческа)
Кръщение Христово (на италиански: Battesimo di Cristo) е картина (темпера върху дърво) на италианския ренесансов майстор Пиеро дела Франческа, завършена около 1448-1450 г. Съхранява се в Националната галерия в Лондон.
Картината изобразява кръщението на Христос от Йоан Кръстител, като главата на Исус е увенчана с гълъб, символизиращ Светия Дух. Христос, ръката на Йоан, птицата и купата формират ос, която разделя картината на две симетрични части. Второ разделение е очертано от дървото вляво, което от своя страна разделя пространството в съответствие със златното сечение.

## История
Панелът е поръчан от камалдолското абатство „Сан Джовани ин Вал д'Афра“ в Сансеполкро – родния град и резиденция на Пиеро дела Франческа, като централен панел за полиптих, завършен в централните отделения и в пределата от Матео ди Джовани около 1465 г., който вероятно е украсявал главния олтар. Може би роля в поръчката е имал приорът на абатството Амброджо Траверсари, известен богослов и хуманист. Останалите части на полиптиха днес се съхраняват в Градския музей на Сансеполкро.
Кръщение Христово е една от най-ранните известни творби на художника. Първоначалният изпълнител Антонио д'Ангиари, учител на Дела Франческа, предава задачата на обещаващия си ученик. От документ от 1437 г. се знае, че Дела Франческа вече е бил във връзка с поръчителя на полиптиха. Същите препратки към Фераро-Флорентинския събор, като например процесията на византийските сановници на заден план, го поставят в период непосредствено след 1439 г. И оцветяването в меки пастелни тонове предполага все още силно влияние на Доменико Венециано (вж. олтара на Санта Лучия дей Маньоли от около 1445 г.), чийто сътрудник е Пиеро от втората половина на 1430-те г.
Картината е преоткрита в сакристията на катедралата на Сансеполкро около 1858 г. от пратеника на кралица Виктория сър Чарлз Лок Ийстлейк, търсещ произведения за зараждащите се английски музеи, но не е взета под внимание, защото е била „почти напълно опустошена от слънцето и влажността“. Няколко месеца по-късно тя е купена от друг англичанин, по-младият сър Джон Чарлз Робинсън, за железопътния индустриалец Матео Уциели за 400 лири, след като не успява да получи същата сума от кураторите на зараждащия се музей „Виктория и Албърт“. След смъртта на Уциели (1861) Ийстлейк, вероятно обзет от съжаление, че е пропуснал шедьовъра, първоначално купува творбата за себе си, след което обаче я продава на Националната галерия в Лондон същата година. 
След като произведението, много изучавано и много възхвалявано, пристига в обществения музей,  се възражда международният интерес към Пиеро дела Франческа.

## Описание
Композицията се характеризира с привидно естествена схема, но в действителност е доминирана от точни математически правила, дава усещане за спокойствие и ведрина, в което действието е спряно в момента, в който водата е на път да се спусне върху главата. на Христос.
Исус, в предна позиция, неподвижен получава кръщение от Свети Йоан Кръстител в Тибър, макар че трябва да е река Йордан, но в този случай сцената се намира близо до Сансеполкро. Това може да се разбере от малкия детайл на селището зад Христос. Според евангелската история (Матей 3:16) гълъбът на Светия Дух се е появил от небето. Тънки ивици злато представляват божията светлина, която се спуска с гълъба. Вляво, до голямо дърво с гъста зеленина, три ангела са свидетели на сцената. Вдясно, по-далеч, друг мъж по бельо се съблича, докато на заден план минава група гръцки свещеници, единият от които сочи учудено към небето: това вероятно е начин да се намекне за евангелския пасаж, който говори за „широкото открито небе“, от което се е спуснал гълъбът, чудо, което иначе е трудно да се представи. Жестът, рамкиран от извития гръб на ученика, който се съблича и отстрани на Кръстителя, е подчертан от повторението на силни линии, разпознаваеми както с ръката на Кръстителя, която изглежда като продължение на жеста на свещеника, така и с със собствения си крак, който, сгънат, е поставен успоредно на този жест.
Гръцките сановници и мъжът, който се съблича, се свързват с възможна историческа интерпретация на картината, свързана с преговорите за сближаване между Православната и Латинската църква. По-специално, Кръщението, според Маринеску (наскоро възприето от Силвия Ронше), произлиза от изгубените стенописи на Пизанело в базиликата „Сан Джовани ин Латерано, които вероятно прославят съюза между Мартин V и Мануил II Палеолог. Следи от събличащия се мъж, липсващи в предишни творби от тоскански контекст, остават както в рисунките на Пизанело в Лувъра, така и в някои скици от работилницата на Балдасаре Перуци (Градска библиотека в Сиена), взети от изгубените фрески.
Фонът е съставен от хълмист пейзаж, с малко укрепено селище по склоновете: това вероятно е Борго Сан Сеполкро, представен като новия Йерусалим. Дървото е орех, вероятно препратка към легендата за основаването на града, когато двамата светци поклонници Еджидио и Аркано имат видение в това, което тогава се нарича „долината Ночеа“, където основават първата църква. Препратката също така изразява дълбокото вмъкване на Пиеро дела Франческа в културната тъкан на града, който точно около централните десетилетия на 15 век възстановява гражданската идентичност около идеята за Нов Йерусалим.
Пиеро дела Франческа е известен в онези времена като авторитет в областта на перспективата и геометрията: интересът му към тази тема си личи от нарисуваните ръка и крак на Йоан, които формират два еднакви ъгъла.

## Стил

### Описание
Картината е композирана според строга геометрична конструкция чрез използването на платонови тела, които художникът обсъжда в De corporibus regularibus: квадрат, увенчан с полукръг; ако от горната страна на квадрата се построи равностранен триъгълник, долният връх съвпада със стъпалото на Христос, а пъпът му се намира на срещата на диагоналите на квадрата. В центъра на триъгълника са сключените ръце на Христос, а по оста на картината са подредени с геометрична точност гълъбът, ръката с чашата на Йоан Кръстител и тялото на самия Исус. Гълъбът е разположен в центъра на полукръга, а крилата му са разположени по диаметъра. Средната ос, която загатва за откровението на Исус като Божия син, генерира калибрирано, но не симетрично разделение, тъй като дървото отляво, което разделя масата в златното сечение, има по-голяма стойност на прекъсване от централната група. Ако в квадрата е вписан петоъгълник, то той обхваща повечето от фигурите на композицията, с паралели между страните му и други силови линии.
„Преображението“ на Христос като човек и Бог е една от централните теми на картината, както е подчертано от изолацията по оста на Христос, във фронтална позиция, и на гълъба, с другите герои, разположени симетрично отстрани. Улика е лявата ръка на Йоан Кръстител, която не надхвърля дрехата му, сякаш блокирана от неосезаема въображаема граница.
Композицията проявява идеята за принадлежността на субектите към цялото: гълъбът на Светия Дух може да се сравни с облаците на заден план, Исус може да се сравни с белия ствол на дървото до него. И двете всъщност са с един и същи цвят, по-късно определен като „мраморна маса“, което придава на плътта на Христос усещане за студ и твърдост. Неговата фигура също има твърд и натуралистичен анатомичен модел, извлечен от примера на Мазачо.
Представянето на Кръщението отменя някои природни закони: например река Йордан спира в нозете на Христос. Това вероятно се дължи на вярата, че Христос като уникално и неповторимо същество не може да бъде удвоен, макар и чрез отражението на водата. Почти незабележимите отблясъци по глезените на централните фигури обаче свидетелстват, че те са във водата. Също така много оригинално за италианската живопис от онова време е разположението на реката, която се влива на преден план, перпендикулярна на фона и обърната към зрителя.

### Ангели
Трите ангела, облечени в различни по цвят дрехи, в нарушение на иконографската традиция, не държат дрехите на Христос – символ на новия живот след четиридесетте дни, прекарани в пустинята, освен ако човек не иска да идентифицира тези дрехи с розовия плат, който пада от рамото на ангела отдясно. Като се държат за ръце в знак на хармония, те намекват, според много критици, за неотдавнашния Фераро-флорентински събор и опита за обединение на западната църква с тази на изтока. Тази хипотеза изглежда се подкрепя от присъствието зад младия мъж, който се съблича за кръщене, на герои, облечени по ориенталски начин.
Ангелът отдясно, който гледа от картината към зрителя, е фигурата, наречена "festaiuolo". Тя, подобно на разказвача, който в ренесансовия театър представя и коментира представленията, има за задача да привлече вниманието на наблюдателя и да го насочи чрез играта на погледите на другите два ангела към Христос, който се кръщава.

### Светлина и цвят
Още в тази работа дълговете с Флорентинската живописна школа са очевидни, по-специално пластичната солидност на Мазачо и светлият цвят на „художниците на светлината“ като Беато Анджелико и Доменико Венециано, въпреки че всичко е преосмислено по много личен начин.
Зенитната светлина премахва сенките, правейки цялата композиция хомогенна. Одеждите на сановниците и ангелите са деликатно съчетани, с ритмично редуване на топли цветове и меко студени цветове, както се среща и във фреските на Легендата за истинския кръст.
Качеството, което блести през материалите, през драпериите в централната ангелска рокля и прозрачността в плата на Христос, са намеци за интереса на Пиеро към фламандската живопис, най-добре демонстриран например в диптиха на херцозите на Урбино.

### Фон
Между групите фигури наднича пейзажът. Там може да се види редица хълмове в далечината, описани много подробно. Те все още не избледняват в далечината поради ефекта на мъглата (както в по-късните творби на Пиеро, повлияни от фламандската живопис), но небето вече е избледняло с по-светли тонове близо до хоризонта, начин за придаване на дълбочина и светлина на картината произлиза от френските миниатюри. Триизмерните облаци във формата на опънати цилиндри и със силни светлосенки са един от най-типичните детайли на живописта на Пиеро, които се срещат и в други творби.
В дълбокия поглед на хълмовете окото се ръководи от някои повтарящи се елементи, като дървета, които позволяват да се установят взаимните разстояния. Липсва обаче единна визия и всъщност зрителят не може да схване напълно пространствеността (например градът изглежда твърде малък и далечен), увеличавайки вниманието върху религиозната тема на преден план. Това показва как Пиеро е знаел как да пренебрегне правилата на перспективната пространствена конструкция, когато фигуративният дискурс го изисква.
Като цяло работата, типична за изкуството на Пиеро, е доминирана от спокойна визия, управлявана от математически закони, където движението или който и да е условен елемент няма място; въпреки това схематизмът се избягва, благодарение на безкрайното богатство на природните данни и гамата от използвани цветови тонове.

### Символизъм
Буйното дърво представлява животът, който се възражда с идването на Спасителя. Сухото дърво намеква за съдбата на онези, които отказват Кръщението. Гълъбът е емблемата на Светия Дух. Христос, поставен на средната ос на картината, олицетворява центъра на света. Актът на събличане на дрехите показва избора да оставим предишния си живот зад себе си, за да влезем в ново екзистенциално измерение. Трите ангела сред дърветата са символ на Светата Троица. Има и други препратки към нея. Масата всъщност се състои от долна, правоъгълна част и горна, полукръгла част. Горната страна на правоъгълника, минаваща през разперените крила на гълъба, е и основата на равностранния триъгълник - древният тринитарен символ, чийто връх е на десния крак на Христос (но също и на централната ос) и чийто център пада точно върху събраните му ръце. Цветовете на робата също загатват за Троицата: червеното, синьото и бялоро всъщност са тези на дрехите на Ордена на тринитарианците, създаден от папа Инокентий III през 1198 г. Двата ангела отдясно и в центъра, които се държат за ръце и се прегръщат под погледа на трети ангел, който с дланта на дясната си ръка е обърната надолу, предизвиква единството на двете църкви, гръцката и латинската, древен жест хармония. Съгласие, което самият Бог иска: всъщност ангелът е облечен в трите цвята, които в западната иконография символизират Вечното.